# Green Goblin Reborn!
Green Goblin Reborn! — це сюжетна арка коміксів, історія як людина-павук воює проти його ворога Нормана Осборна, Зеленого Гобліна. Ця дуга була опублікована в The Amazing Spider-Man #96-98 в 1971 році. І була написана Стеном Лі, з мистецтвом карандашника Ґіл Кейна та Джона Роміти — старшого. Вона визнана першим популярним комічним виданням який зобразив і засудив зловживання наркотиками з Comics Code Authority, і своєчасно призвів до перегляду жорсткості Кодексу.

## Сюжет
Початок випуску 96 починається як Пітер Паркер, який не має достатніх коштів, приходить з Гаррі Озборном і приймає роботу батьком Гаррі, Норманом Озборном. Паркер знає, що Норман Озборн є таємним армійським ворогом «Зелений гоблін», однак, Озборн в даний час має амнезію і не пам'ятає подвійну ідентичність Паркера як «Людини-павука». Незабаром Людина-павук побачить, що чоловік танцює на даху та стверджує, що може літати. Коли людина падає, Людина-павук рятує його. Зрозумівши, що людина на наркотиках, він каже: «Я хотів би побачити сто супер-злодіїв, ніж кинути моє життя на важкі наркотики, бо це битва, яку ви не можете перемогти!» Наприкінці випуску 96 Норман Озборн відновлює свою пам'ять і знову перетворюється на Зеленого Гобліна. У випуску 97, зелений гоблін нападає на людину-павука, потім загадковим чином зникає. У домашніх умовах Паркер вражений тим, що Гаррі Озборн приймає таблетки, тому що інтерес любові Гаррі Мері Джейн Вотсон був лагідним до Паркера. Пізніше, коли людина-павук полює на зеленого гобліна, Гаррі купує більше наркотиків і переживає наркотичну заміну. Паркер знаходить його вчасно, щоб кинутися до лікарні. У випуску 98 людина-павук заманює зеленого гобліна в лікарняну кімнату Гаррі. Коли він бачить свого хворого сина, Норман Озборн не здогадується, а Зелений Гоблін переміг. Наприкінці випуску 98, Пітер та його відчужене дівча Ґвен Стейсі відновлюють свої відносини.

## Історичне значення
Це була перша історія дуги в основних коміксів, яка зображувала і засуджувала зловживання наркотиками. Це фактично призвело до перегляду кодексу коміксів. Раніше Кодекс заборонив зображувати використання незаконних наркотиків навіть негативно. Проте в 1970 році департамент охорони здоров'я, освіти та соціального забезпечення Адміністрації Ніксона запропонував Стену Лі опублікувати повідомлення про боротьбу з наркотиками в одній з найпопулярніших книг компанії Marvel. Лі вибрав найпопулярніший The Amazing Spider-Man #96-98 (травень-липень 1971 р.) містять історію дуги, що відображають негативні наслідки вживання наркотиків. Визнаючи, що молоді читачі (основна аудиторія Amazing Spider-Man) не люблять проходити лекції, Лі написав цю історію, щоб зосередити увагу на розважальній цілі, а повідомлення про боротьбу з наркотиками було введено якомога точніше.
Хоча ця історія мала чітке повідомлення про боротьбу з наркотиками, комітет комісійних кодексів відмовився видавати печатку на затвердження. Marvel, тим не менше, опублікував три випуски без схвалення чи печатки Адміністрації кодексу. Питання, що продаються настільки добре, що самоцензура галузі була підірвана, і кодекс згодом був переглянутий. Пізніше, DC Комікси опублікували двоярусну історію в серії «Зелений ліхтар», в якій підлітковий підрозділ Зелена Стріла, Спиди, починає використовувати героїн, коли його наставник залишає його подорожувати по Америці з «зеленим ліхтарем».
Стен Лі згадував у 1998 році в інтерв'ю:
|  | Я міг їх зрозуміти; вони виглядали як юристи, люди, які приймають речі буквально і технічно. У Кодексі зазначено, що ви не повинні згадати про наркотики, і, відповідно до їх правил, вони були правильними. Тоді я навіть не знущався над ними. Я сказав: "Візьми це" і просто вилучив Код для цих трьох випусків. Тоді ми знову повернулися до Кодексу. Я ніколи не думав про Кодекс, коли писав історію, тому що в принципі я ніколи не хотів робити все, що було на мою думку надто жорстоким або надто сексуальним. Я знав, що молоді люди читали ці книги, і, якби не було Кодексу, я не думаю, що я би зробив ці історії по-різному. Оригінальний текст (англ.) I could understand them; they were like lawyers, people who take things literally and technically. The Code mentioned that you mustn't mention drugs and, according to their rules, they were right. So I didn't even get mad at them then. I said, 'Screw it' and just took the Code seal off for those three issues. Then we went back to the Code again. I never thought about the Code when I was writing a story, because basically I never wanted to do anything that was to my mind too violent or too sexy. I was aware that young people were reading these books, and had there not been a Code, I don't think that I would have done the stories any differently. |

Головний редактор Marvel Comics Джо Кесада назвав це комедією «Людина-павук», який зробив його постійним фанатом, кажучи, що його батько "спонукав мене прочитати ці питання і … я дійсно підключився … Що мій батько не зрозумів, що він почав цілу іншу залежність [до коміксів] "